# Боролонг
Боролонг (англ. Borolong) — сельский населённый пункт на востоке Ботсваны, на территории Центрального округа.

## Географическое положение
Населённый пункт находится в восточной части округа, на правом берегу реки Шаши, на расстоянии приблизительно 410 километров к северо-северо-востоку (NNE) от столицы страны Габороне.

## Население
По данным официальной переписи 2011 года численность населения составляла 5663 человек.
Динамика численности населения Боролонга по годам:
| 1991 | 2001 | 2011 | 2013 |
| ---- | ---- | ---- | ---- |
| 1257 | 3003 | 5663 | 6317 |